# Ricardo Delgado (football)
Pour les articles homonymes, voir Ricardo Delgado.
Ricardo Aleixo Delgado, né le 22 février 1994 à São Francisco Xavier au Portugal, est un footballeur international luxembourgeois, qui évolue au poste de défenseur au FC Swift Hesperange.

## Biographie

### Carrière en club
Avec le club de l'AS Jeunesse d'Esch, Ricardo Delgado dispute cinq matchs en Ligue Europa.

### Carrière internationale
Ricardo Delgado compte sept sélections avec l'équipe du Luxembourg depuis 2015. 
Il est convoqué pour la première fois en équipe du Luxembourg par le sélectionneur national Luc Holtz, pour un match des éliminatoires de l'Euro 2016 contre la Macédoine le 5 septembre 2015. Le match se solde par une victoire 1-0 des Luxembourgeois.

## Palmarès
- Avec l'AS Jeunesse d'Esch
  - Vainqueur de la Coupe du Luxembourg en 2013